# Monika Boysen
Monika Boysen (* 20. Jahrhundert) ist eine ehemalige deutsche Schauspielerin.

## Leben
Monika Boysen wuchs in der DDR auf. Sie wirkte als Schauspielerin vor der Kamera in mehreren DEFA-Spielfilmproduktionen und in Serien des Deutschen Fernsehfunks mit. Auch nach der Wende war sie gelegentlich noch als Schauspielerin tätig. Als Bühnendarstellerin trat sie auch am Compagnie de Comédie Rostock auf.

## Filmografie
- 1974: Das Mädchen Malle
- 1979: Polizeiruf 110: Walzerbahn (Fernsehreihe)
- 1980: Oben geblieben ist noch keiner
- 1981: Schwarzes Gold
- 1988: Hannes
- 1990: Polizeiruf 110: Zahltag
- 1991: Luv und Lee (Fernsehserie, 1 Folge)
- 1992: Begräbnis einer Gräfin
- 1999: Der Landarzt (Fernsehserie, 1 Folge)
- 2005: Liebe wie am ersten Tag